# Weimarer Nationalversammlung

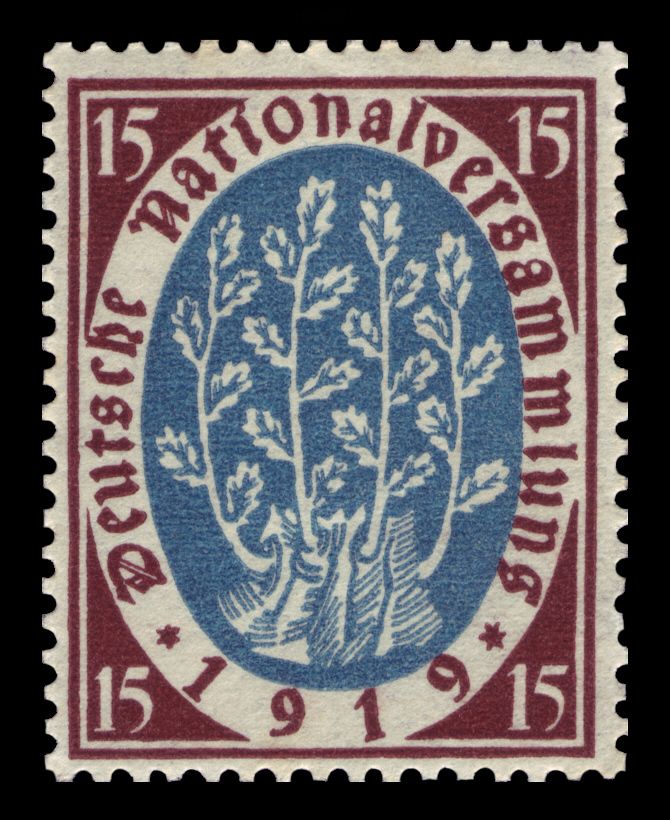
15 Pfennig-Sondermarke der Reichspost (1919) zur Nationalversammlung 1919, Entwurf: Ernst Böhm

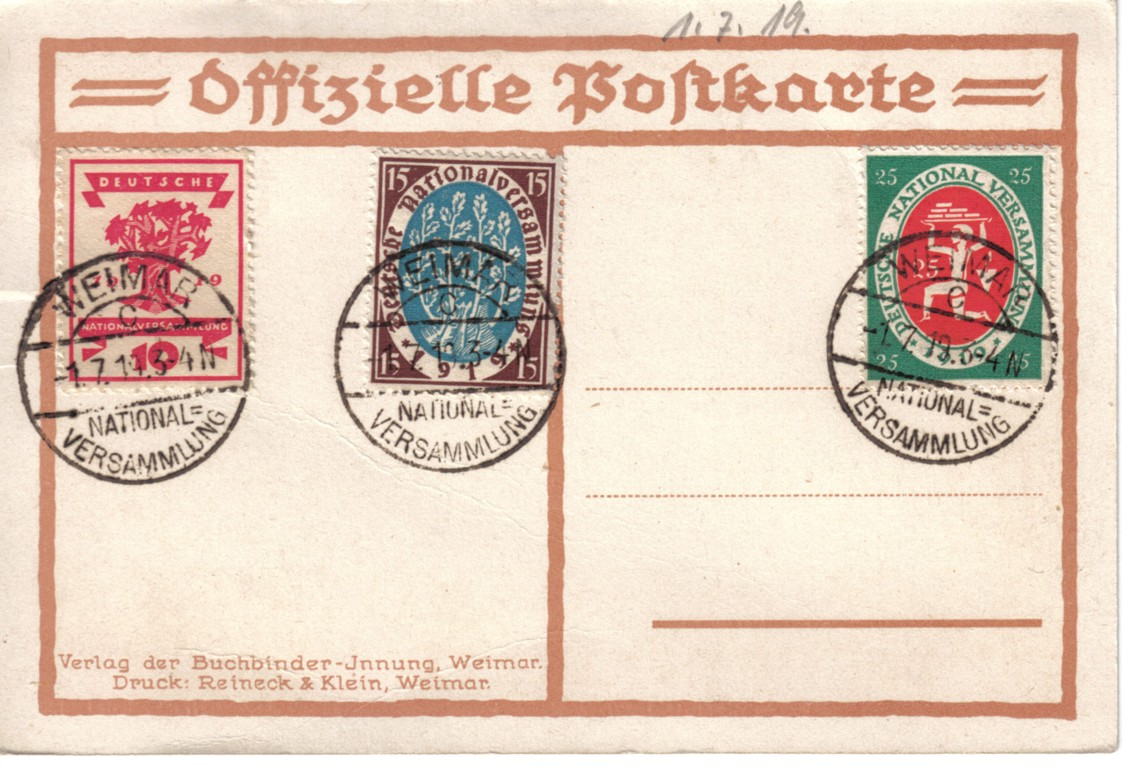
Postkarte der Nationalversammlung, Poststempel vom 1. Juli 1919 in Weimar

Die Weimarer Nationalversammlung (offiziell Verfassunggebende deutsche Nationalversammlung) war das erste Parlament der Weimarer Republik, das die am 11. August 1919 verabschiedete, demokratische Reichsverfassung ausarbeitete.
Die Nationalversammlung tagte vom 6. Februar 1919 bis zum 21. Mai 1920. Wegen politischer Unruhen trat sie zunächst nicht in Berlin zusammen, sondern im Nationaltheater von Weimar und erst ab September 1919 in der Reichshauptstadt. Eröffnet wurde sie von Wilhelm Pfannkuch (SPD) als Alterspräsident. Anschließend übernahmen Eduard David (SPD) und ab 14. Februar Constantin Fehrenbach (Zentrumspartei) den Vorsitz. Alle ihre Mitglieder finden sich in der Liste der Mitglieder der Nationalversammlung von 1919.

## Vorgeschichte

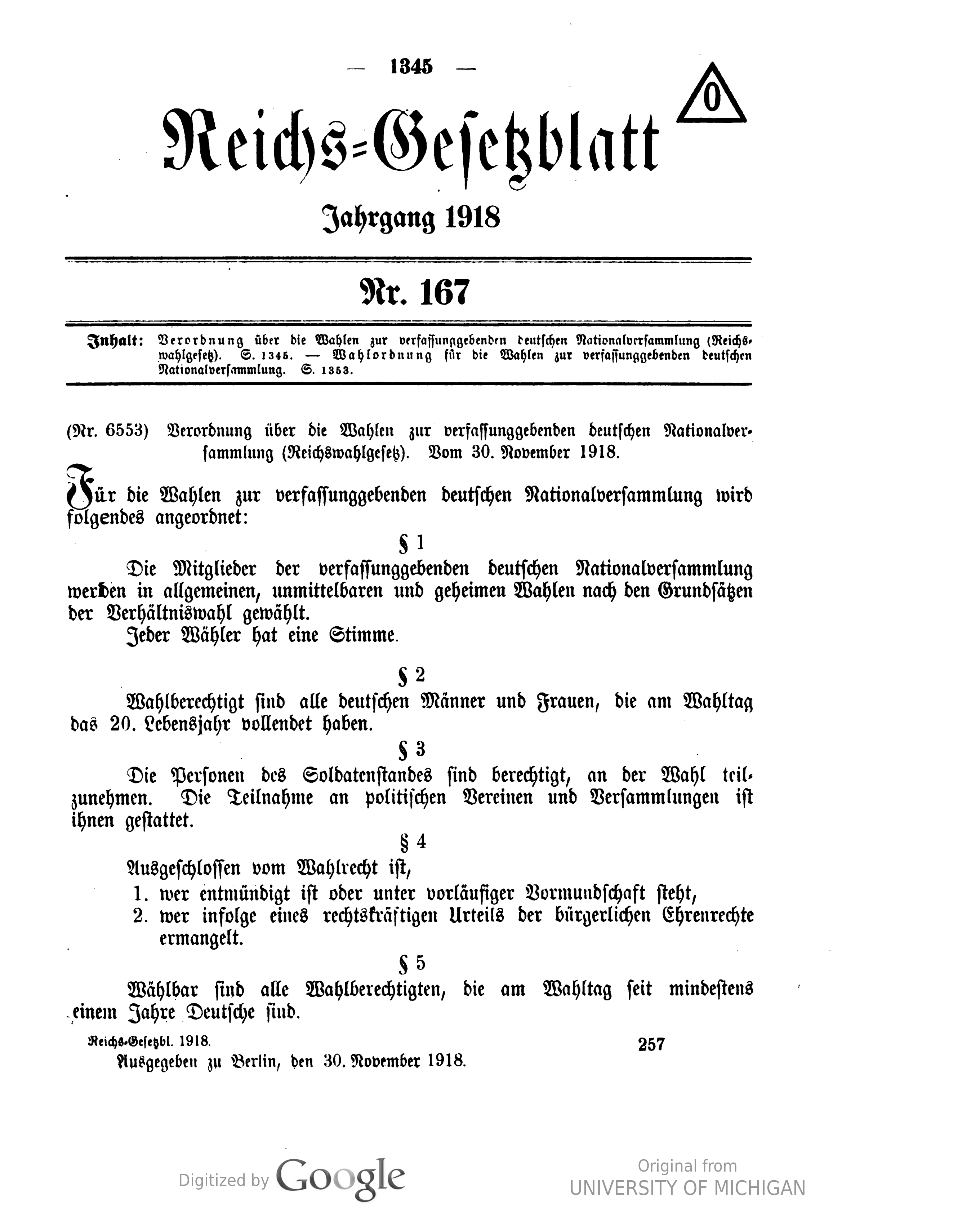
Verordnung über die Wahlen zur verfassunggebenden deutschen Nationalversammlung im Reichsgesetzblatt vom 20. November 1918

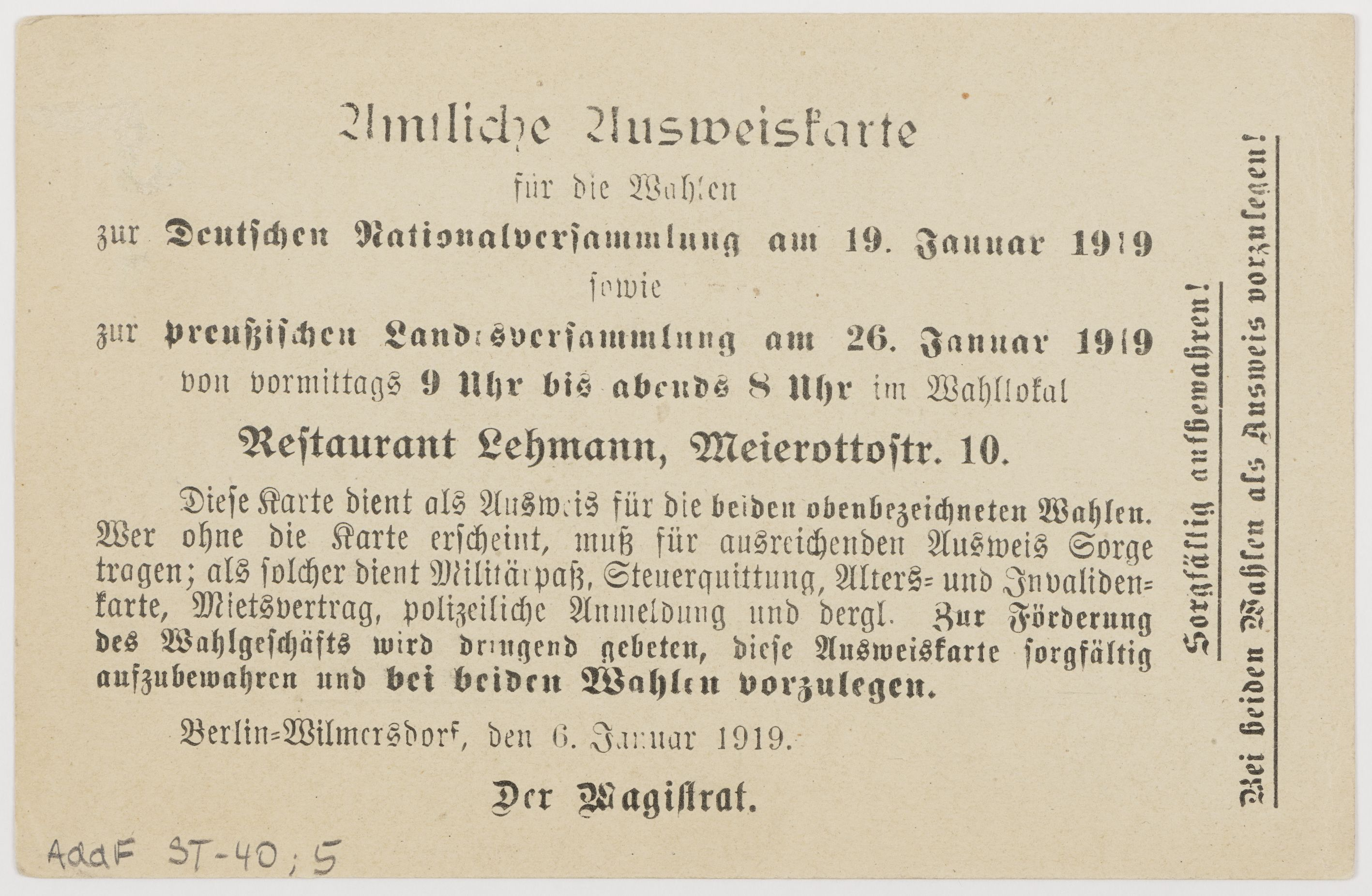
Amtliche Ausweiskarte für die Wahlen zur Nationalversammlung am 19. Januar 1919

Im Zuge der Novemberrevolution erfolgte am 9. November 1918 die Ausrufung der Republik in Deutschland. Sowohl Max von Baden, der letzte von Kaiser Wilhelm II. eingesetzte Reichskanzler, als auch die Führung der Mehrheits-Sozialdemokraten unter Friedrich Ebert befürworteten die möglichst baldige Wahl einer Nationalversammlung, die über die zukünftige Verfassung und Staatsform des Deutschen Reiches entscheiden sollte. Der Rat der Volksbeauftragten, die provisorische Regierung, fällte am 30. November 1918 einen entsprechenden Beschluss und setzte die Wahl für den 19. Januar 1919 an. Wahlberechtigt waren nach der Verordnung alle deutschen Männer und Frauen, die am Wahltag das 20. Lebensjahr vollendet haben, womit das Frauenwahlrecht erstmals reichsweit eingeführt wurde. Auch der Reichsrätekongress der Arbeiter- und Soldatenräte stimmte diesem Regierungsbeschluss am 19. Dezember mit deutlicher Mehrheit zu und erteilte damit Bestrebungen zur Errichtung einer Räterepublik eine klare Absage.
Wegen des Spartakusaufstands im Januar 1919 und der Furcht vor weiteren Unruhen sollte die Nationalversammlung zunächst nicht in Berlin zusammentreten. Die Entscheidung über den Tagungsort bereiteten der Reichstagsdirektor und ein Geheimrat vor, indem sie im Januar 1919 vier mögliche Orte – Bayreuth, Nürnberg, das Volkshaus Jena und das Hoftheater Weimar – sondierten. Zuvor hatten sich mehrere weitere Orte ins Gespräch gebracht. Die Wahl fiel am 14. Januar 1919 auf Weimar.

## Präsident und Gesetz über die vorläufige Reichsgewalt

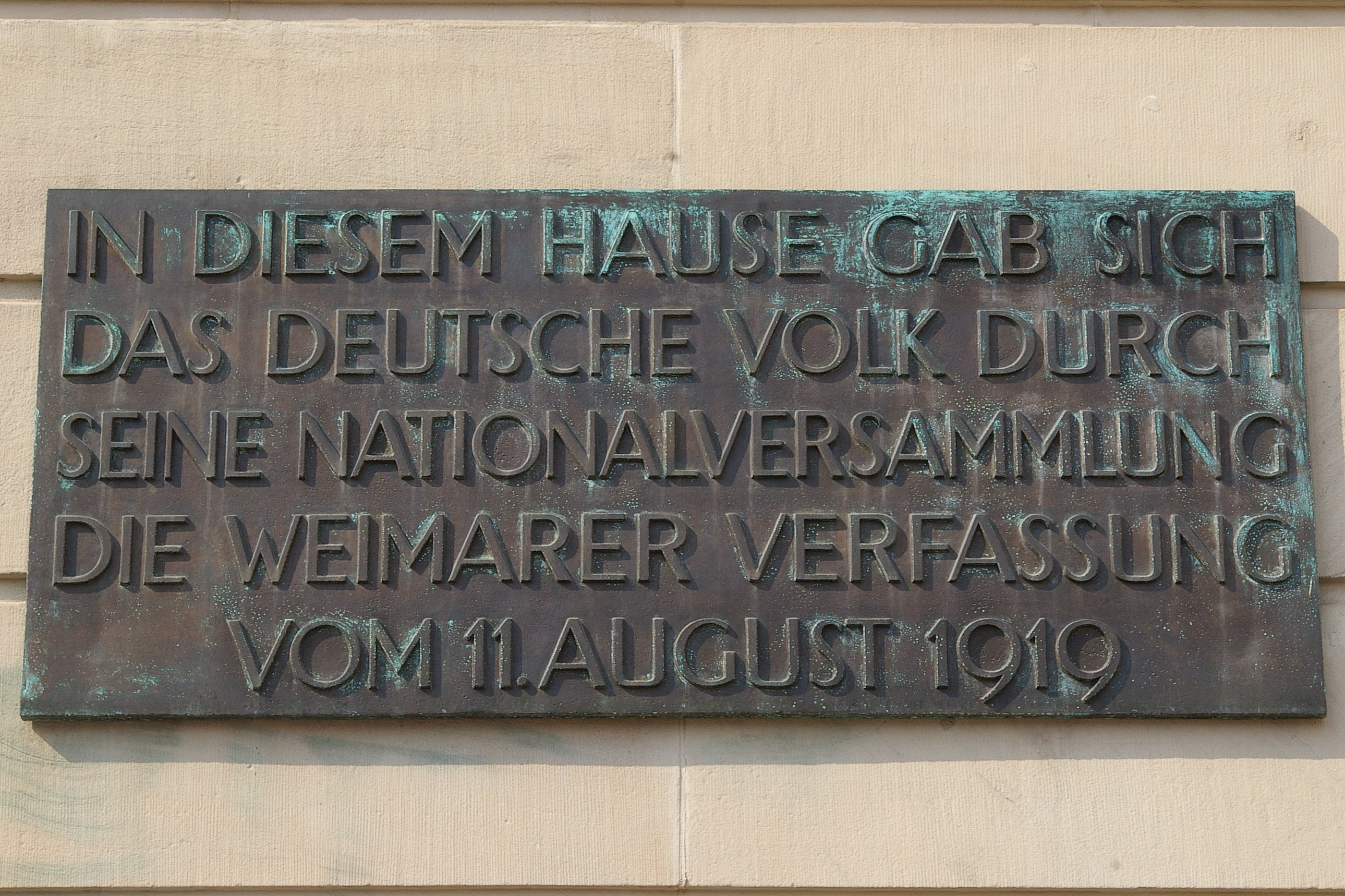
Tafel am Deutschen Nationaltheater in Weimar

Nach den Wahlen vom 19. Januar trat die Nationalversammlung am 6. Februar 1919 in Weimar zusammen. Sie wählte den SPD-Politiker Eduard David zu ihrem Präsidenten. Da dieser kurz darauf in die Regierung Scheidemann eintrat, wählte die Nationalversammlung am 14. Februar 1919 den Zentrums-Abgeordneten und bisherigen Vizepräsidenten Constantin Fehrenbach zu seinem Nachfolger.
Am 11. Februar trat das am Vortag verabschiedete Gesetz über die vorläufige Reichsgewalt in Kraft, und die Nationalversammlung wählte den bisherigen Regierungschef Friedrich Ebert (SPD) zum vorläufigen Reichspräsidenten. Das von ihm eingesetzte Kabinett unter dem Reichsministerpräsidenten Philipp Scheidemann (SPD) vereinte alle Parteien der später so genannten Weimarer Koalition: SPD, Zentrum und DDP.

## Streit um die Annahme des Versailler Vertrages
Bevor sich die Nationalversammlung den Schwerpunkt ihrer Tätigkeit auf ihren eigentlichen Zweck, die Ausarbeitung der neuen Reichsverfassung legen konnte, musste sie sich mit der vordringlichen Aufgabe, der Liquidierung des Weltkriegs, befassen.

### Scheitern des Kabinetts Scheidemann
Am 12. Mai 1919 tagte die Nationalversammlung erstmals in Berlin, in der Neuen Aula der Universität. Sie nahm dort eine Erklärung von Ministerpräsident Philipp Scheidemann über die Friedensbedingungen entgegen, die die Siegermächte des Ersten Weltkriegs dem Deutschen Reich kurz zuvor hatten zukommen lassen.
In der anschließenden Debatte nannte der Sozialdemokrat Scheidemann die Bedingungen der Entente unter großem Beifall aller Parteien einen „Gewaltfrieden“, dessen territoriale, wirtschaftliche und politische Forderungen unannehmbar seien und in krassem Gegensatz zum 14-Punkte-Programm des US-Präsidenten Woodrow Wilson stünden. Die Reichsregierung werde Gegenvorschläge machen, die auf Wilsons Programm beruhen sollten. Der preußische Ministerpräsident Paul Hirsch sicherte der Reichsregierung im Namen der Gliedstaaten des Deutschen Reiches die volle Unterstützung zu und kritisierte die Bedingungen der Entente ebenso scharf wie die Redner aller Parteien von USPD bis DNVP. So bezeichnete der DVP-Vorsitzende und spätere Reichsaußenminister Gustav Stresemann die Friedensbedingungen der Siegermächte wörtlich als „Ausfluss des politischen Sadismus“.
Lediglich der USPD-Vorsitzende Hugo Haase verband seine Ablehnung der Entente-Forderungen mit scharfen Angriffen auf die Reichsregierung und warf ihr vor, durch die Burgfriedenspolitik im Krieg die derzeitige Lage erst verursacht zu haben. Die Kritiker der Entente übersahen auch, dass die die kaiserliche Regierung während des Krieges Wilsons Vorschläge ignoriert und dem besiegten Russland im Frieden von Brest-Litowsk weitaus härtere Bedingungen auferlegt hatte.
Die Entente-Mächte lehnten die Gegenvorschläge des Kabinetts Scheidemann am 20. Juni 1919 ab. Innerhalb der deutschen Regierung bestand Uneinigkeit darüber, ob der Friedensvertrag von Versailles dennoch unterzeichnet werden sollte oder nicht. Scheidemann, der bei seiner Ablehnung blieb, trat zurück.

### Bildung der Regierung Bauer
Der neue Reichsministerpräsident Gustav Bauer, der einer Regierung von SPD und Zentrum vorstand, stimmte für die Vertragsunterzeichnung, kritisierte aber weiter einzelne Bestimmungen insbesondere über die Auslieferung von Deutschen an die Entente und die Anerkennung der alleinigen Kriegsschuld Deutschlands. Er verband seinen Aufruf zur Zustimmung jedoch mit dem Hinweis, dass es dem Deutschen Reich unmöglich sein werde, alle wirtschaftlichen Bedingungen des Vertrages zu erfüllen und bedauerte, dass es nicht möglich gewesen sei, der Entente weitere Zugeständnisse abzuringen.

### Weitere Debatten
Auch die Redner von SPD und Zentrum, Paul Löbe und Adolf Gröber, verurteilten den Vertrag. Insbesondere wandten sie sich gegen die im Vertragsentwurf der Entente getroffene Feststellung, Deutschland sei allein schuld am Krieg gewesen. Sie sprachen sich aber im Namen ihrer Fraktionen für eine Annahme aus, da die Alternative nur die Wiederaufnahme der Kampfhandlungen sei, was zu noch schlimmeren Ergebnissen führen würde. Dagegen sprach sich Eugen Schiffer, der bisherige Reichsfinanzminister, im Namen der Mehrheit der DDP-Abgeordneten gegen die Annahme des Vertrages aus. Er erinnerte die beiden Regierungsparteien an den Ausruf des bisherigen Reichskanzlers Philipp Scheidemann vom 12. Mai, dass die Hand verdorren müsse, die diesen Vertrag unterzeichne. Er sehe nicht, dass sich die Lage seither geändert habe. Auch DNVP und DVP wandten sich strikt gegen den Vertrag. Die USPD hingegen billigte als einzige Oppositionspartei den Versailler Vertrag. Ihr Vorsitzender Hugo Haase nannte die zur Entscheidung stehende Frage ein furchtbares Dilemma, in dem sich die Nationalversammlung befinde. Er kritisierte den Vertrag zwar ebenfalls scharf, wies – wie schon die Vertreter der Regierungsparteien – auf die Folgen hin, die entstehen würden, wenn man den Vertrag ablehne.
In namentlicher Abstimmung votierten 237 Abgeordnete für die Unterzeichnung des Friedensvertrages, 138 stimmten mit Nein, fünf enthielten sich. Während SPD (bis auf den Abgeordneten Valentin Schäfer), Zentrum (bis auf neun Abgeordnete) und USPD den Versailler Vertrag billigten, lehnten DDP (bis auf sieben Abgeordnete), DNVP, DVP, Deutsch-Hannoversche Partei und die beiden Abgeordneten von Braunschweigisch-Niedersächsischer Partei (August Hampe) bzw. Schleswig-Holsteinischer Bauern- und Landarbeiter-Demokratie (Detlef Thomsen) den Vertrag ab. Es enthielten sich die Abgeordneten des Bayerischen Bauernbundes und mit Georg Heim und Martin Irl zwei bayerische Zentrumsabgeordnete. Während die sieben mit Nein stimmenden Zentrumsabgeordneten überwiegend aus Gebieten kamen, die durch den Friedensvertrag von der Abtrennung vom Deutschen Reich bedroht waren (wie z. B. der Saarländer Bartholomäus Koßmann oder der Oberschlesier Thomas Szczeponik), war unter den sieben DDP-Abgeordneten, die für die Unterzeichnung des Vertrages durch die Reichsregierung stimmten, auch der Fraktionsvorsitzende Friedrich von Payer, der sich mit seiner Auffassung in seiner Fraktion nicht durchsetzen konnte. Dagegen stimmte unter anderem Ludwig Quidde, ein damals bekannter Pazifist und DDP-Abgeordneter (1927 Friedensnobelpreis).

### Annahme des Vertrags

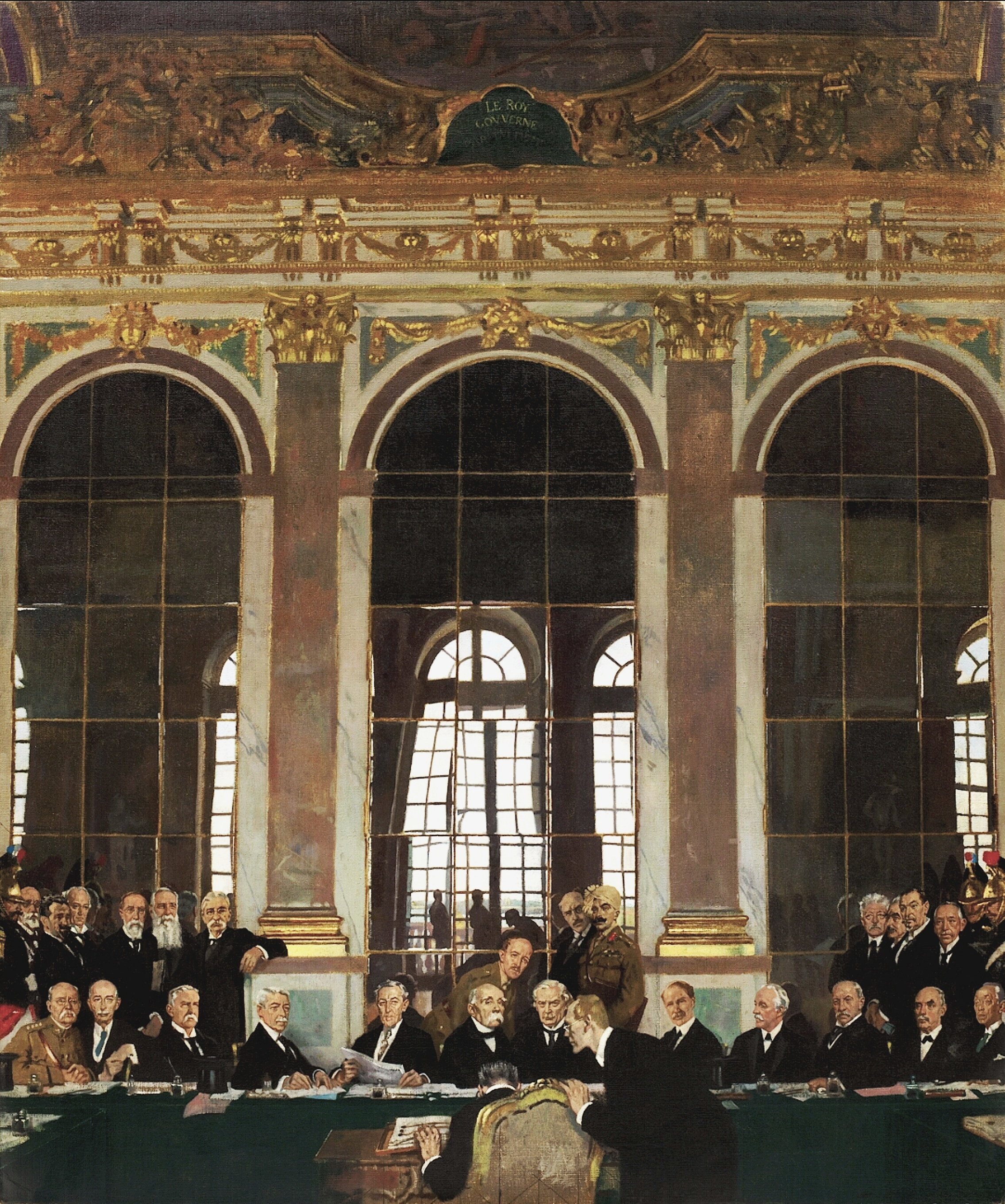
William Orpen: The Signing of Peace in the Hall of Mirrors. Die Unterzeichnung des Versailler Vertrages am 28. Juni 1919

Nachdem die Reichsregierung den Staaten der Entente noch am selben Tage in einer Note mitgeteilt hatte, den Vertrag vorbehaltlich der Bestimmungen zur Kriegsschuld und der Auslieferung von Deutschen an die Siegermächte zu unterzeichnen, antwortete für jene der französische Ministerpräsident Georges Clemenceau noch am Abend des 22. Juni, der Vertrag könne nur in seiner Gesamtheit angenommen oder abgelehnt werden.
In der Sitzung der Nationalversammlung am 23. Juni teilte Ministerpräsident Bauer dem Plenum diese Haltung der Entente mit und stellte fest, dass die Regierung keine Wahl mehr habe, sie müsse den Vertrag unterzeichnen:

„Meine Damen und Herren! Keinen Protest heute mehr, keinen Sturm der Empörung. Unterschreiben wir, das ist der Vorschlag, den ich ihnen im Namen des gesamten Kabinetts machen muß. Die Gründe, die uns zu diesem Vorschlag zwingen, sind dieselben wie gestern, nur trennen uns jetzt eine Frist von knappen vier Stunden vor der Wiederaufnahme der Feindseligkeiten. Einen neuen Krieg können wir nicht verantworten, selbst wenn wir Waffen hätten. Wir sind wehrlos, wehrlos ist aber nicht ehrlos. Gewiß, die Gegner wollen uns an die Ehre, daran ist kein Zweifel, aber dass dieser Versuch der Ehrabschneidung einmal auf die Urheber selbst zurückfallen wird, dass es nicht unsere Ehre ist, die bei dieser Welttragödie zugrunde geht, das ist mein Glaube, bis zum letzten Atemzug.“

Während Eugen Schiffer (DDP) und Rudolf Heinze (DVP), deren Parteien die Annahme des Vertrages am Vortage abgelehnt hatten, in ihren Reden ausdrücklich feststellten, dass auch die Befürworter des Vertrages ausschließlich aus „vaterländischer Gesinnung und Überzeugung“ (so Schiffer wörtlich) handeln würden, auch wenn man anderer Meinung über den richtigen Weg sei, so äußerte sich der DNVP-Redner Georg Schultz in dieser Frage nicht eindeutig.
Die Ratifizierung durch das Gesetz über den Friedensschluß zwischen Deutschland und den alliierten und den assoziierten Mächten erfolgte schließlich am 9. Juli 1919 mit ähnlichen Stimmenverhältnissen. Lediglich die Mehrheit der Abgeordneten des Bayerischen Bauernbundes, die sich bei der ersten Abstimmung über die Unterzeichnung noch enthalten hatten, stimmten nunmehr dem Ratifizierungsgesetz zu.

## Verfassungsberatungen

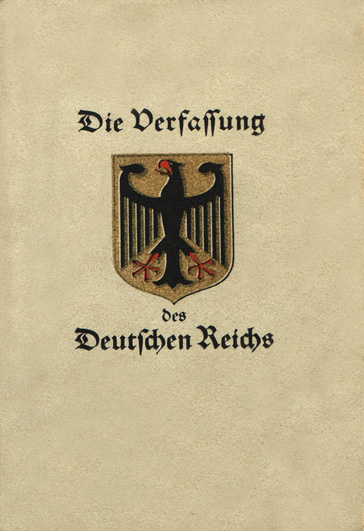
Zweck der Nationalversammlung: die Verabschiedung einer Verfassung

### Staatsbezeichnung
Nachdem der Verfassungsausschuss unter Vorsitz von Conrad Haußmann (DDP) seine Beratungen durchgeführt hatte, begann am 2. Juli 1919 die Zweite Lesung des Verfassungsentwurfs (in der Ausschussfassung) im Plenum der Nationalversammlung. Die USPD beantragte dabei, den Namen des deutschen Staates von Deutsches Reich in Deutsche Republik zu ändern. Ihr Abgeordneter Oskar Cohn führte aus, nur so könne der Bruch mit der überholten früheren Ordnung deutlich gemacht werden. Zudem werde das Wort Reich im Französischen und Englischen mit empire übersetzt, was einen fatalen Anklang an den überwunden geglaubten Imperialismus habe. Das Festhalten an der alten Bezeichnung müsse im Ausland geradezu den Eindruck erwecken, Deutschland habe immer noch ein imperialistisches Machtstreben.
Während die SPD dem USPD-Antrag zustimmte, sprach sich Bruno Ablaß für die DDP gegen die Forderung der USPD aus. Er begründete dies damit, dass die Bezeichnung Reich nicht mehr für eine Monarchie stehe und auch bei der Staatsbezeichnung Frankreich keiner auf die Idee komme, es handele sich um ein Kaiserreich, sondern allgemein bekannt sei, dass es sich um eine Republik handele.
Noch weiter ging Clemens von Delbrück von der DNVP, der kritisierte, die Formulierung „Das Deutsche Reich ist eine Republik. Alle Staatsgewalt geht vom Volke aus“ in Artikel 1 des Verfassungsentwurfes sei eine nicht hinzunehmende radikale Umwälzung.

### Staatsgliederung
In einer weiteren Debatte am 2. Juli forderte Cohn für die USPD die Bildung eines Einheits- statt eines Bundesstaates. Ein einheitliches Staatsgebilde ohne eigenständige Gliedstaaten könne viel effizienter arbeiten, außerdem seien die Gliedstaaten nur ein Relikt der alten monarchistischen Zeit.
In diesem Punkt traten die Redner der anderen Parteien seiner Argumentation entgegen, indem sie darauf hinwiesen, dass bereits der jetzige Entwurf ein deutlicher Schritt in Richtung der Stärkung der Reichsgewalt sei. Hervorgehoben wurden dabei u. a. die Ersetzung des einflussreichen Staatenhauses durch den beratenden Reichsrat, die Schaffung von Reichspost und -bahn sowie die Abschaffung der preußischen Sonderrechte. Erich Koch von der DDP wies darauf hin, dass es gerade die zeitweise von der USPD dominierten Staaten Bayern und Braunschweig gewesen seien, die besonders partikularistisch gewesen seien und damit die Schritte hin zu einer Stärkung der Reichsgewalt erschwert hätten. Die Forderungen der USPD seien also unglaubwürdig.
Am 22. Juli wurde das Thema der Staatsgliederung noch einmal bezüglich der Frage der Neugliederung des Reiches und der Veränderung der Grenzen der Bundesstaaten behandelt. Der Verfassungsausschuss hatte vorgeschlagen, dass Veränderungen auf Vorschlag der jeweils betroffenen Bundesstaaten mit einfacher Mehrheit und gegen deren Willen mit zwei Drittel der Stimmen im Reichstag und im Reichsrat beschlossen werden könnten. Letztere Möglichkeit wollten die Deutschnationalen streichen, so dass lediglich eine Grenzveränderung mit Zustimmung der betroffenen Länder möglich sein sollte. SPD, Zentrum und DDP hingegen wollten auch für Neubildungen von Staaten gegen den Willen der betroffenen Staaten die einfache Mehrheit ausreichen lassen. Dies zielte vor allem auf Pläne zur Aufteilung Preußens in mehrere kleinere Bundesstaaten, wie sie von Teilen des rheinischen Zentrums gefordert wurden. Der SPD-Abgeordnete Wilhelm Sollmann begründete dies damit, dass Preußen und Bayern durch Zusammenwirken im Reichsrat jegliche Änderung gegen ihren Willen verhindern könnten. Dies sei nicht sachgerecht. Der trierische Zentrumsabgeordnete Ludwig Kaas befürchtete sogar, dass es bei Ablehnung des Änderungsvorschlages zur Abspaltung der Rheinlande vom Deutschen Reich kommen könnte. Der rheinische DDP-Abgeordnete Bernhard Falk, ein Anhänger der Einheitsstaatslösung, sprach sich ebenfalls für den Änderungsantrag aus, weil auch aus seiner Sicht die Gefahr bestehe, dass die Partikularisten im Rheinland sich ansonsten vom Reiche trennen würden.
Dagegen lehnte Albrecht Philipp von der DNVP den Änderungsantrag ab. Er habe überhaupt keine Einwände, wenn sich zum Beispiel Braunschweig der preußischen Provinz Hannover anschließen wolle oder die thüringischen Lande zu einem einheitlichen Bundesstaat Thüringen vereinigt würden. Eine Loslösung der Rheinprovinz oder Hannovers von Preußen oder die Hinzufügung preußischer Gebiete zu einem „Großthüringen“ lehnte er jedoch ab. Die Zertrümmerung Preußens sei das Kriegsziel der Feinde Deutschlands gewesen und mit der geforderten Möglichkeit, die Ländergrenzen auch gegen die Zustimmung Preußens zu ändern, werde Deutschland seines Rückgrates beraubt. Auch Rudolf Heinze von der rechtsliberalen DVP sprach sich gegen eine Aufgliederung Preußens aus, aber hielt die Vorschläge der DNVP für zu weitgehend und sprach sich für den Vorschlag von SPD, Zentrum und DDP mit der Maßgabe aus, dass auch dem Vorschlag zugestimmt werde, eine Änderung der Ländergrenzen gegen den Willen der betroffenen Bundesstaaten für die kommenden zwei Jahre auszusetzen. Der USPD-Vorsitzende Hugo Haase sprach sich hingegen auch in dieser Debatte für einen Einheitsstaat und gegen Partikularismus aus. Schlussendlich sprach sich die Mehrheit der Nationalversammlung für den Antrag der Parteien der Weimarer Koalition aus.

### Flaggenfrage
Ebenfalls am 2. Juli wurde über die Farben des Reiches debattiert. Die Redner von SPD und Zentrum sprachen sich für Schwarz-Rot-Gold, DVP und DNVP hingegen für die alten Farben des Kaiserreiches, Schwarz-Weiß-Rot, aus. Die USPD verlangte, Deutschland möge eine rote Flagge als Zeichen der Revolution führen. Bei der DDP trat zwar die Mehrheit für die bisherige Flagge ein, aber eine große Minderheit sprach sich für die neuen Farben aus.

Schwarz-Rot-Gold oder

Reichsinnenminister Eduard David (SPD) legte die Auffassung der Reichsregierung dar, nach der für Schwarz-Rot-Gold spreche, dass es die Farben der großdeutschen nationalen Zusammengehörigkeit seien. Es seien die Farben der Urburschenschaft und auch der Revolution von 1848. Schwarz-Rot-Gold stehe für den Wunsch nach deutscher Einheit statt Kleinstaaterei. Schwarz-Weiß-Rot hingegen stehe für die kleindeutsche preußisch dominierte Lösung von 1871.
Für die DVP erwiderte Wilhelm Kahl, er halte einen Wechsel der Reichsfarben nicht für nötig und auch inhaltlich für falsch. Insbesondere stehe Schwarz-Weiß-Rot nicht für Imperialismus und Unterdrückung, sondern für die Verdienste, die Preußen um Deutschland habe, und für die Reichseinheit von 1871, während Schwarz-Rot-Gold für das Scheitern der Reichsidee von 1848 stehe. Wer Schwarz-Weiß-Rot durch Schwarz-Rot-Gold ersetze, der sorge dafür, dass große Kreise der Bevölkerung der neuen Ordnung von vorneherein feindlich gegenüberstehen müssten.

Schwarz-Weiß-Rot

Wilhelm Laverrenz (DNVP) spielte ebenfalls auf die Reichseinheit von 1871 an. Er ging aber noch weiter und sprach den Farben Schwarz-Rot-Gold ab, für das gesamte Volk zu stehen. Die Soldaten im Weltkrieg hätten für Schwarz-Weiß-Rot gekämpft und seien nach ihrer unbesiegten Rückkehr auch mit diesen Farben begeistert empfangen worden. Diese Farben dürfe die Regierung dem Volk nicht nehmen. Schwarz-Rot-Gold hingegen verkörpere einerseits das Scheitern von 1848, andererseits sei es im Bruderkrieg von 1866 von den Feinden Preußens getragen worden. Wie auch Kahl wies er zudem darauf hin, dass Schwarz-Weiß-Rot als Handelsflagge geeigneter sei, da es auf dem Meer weithin zu sehen sei. Zwei Flaggen – eine für den Staat und eine für die Handelsmarine – seien aber nicht sinnvoll, auch wenn SPD, Zentrum und DDP das beantragen würden, da es keinem Menschen in einem ausländischen Hafen zu verdeutlichen sei, warum das deutsche Konsulat eine andere Fahne trägt, als das Schiff vor Anker am selben Ort.
Carl Wilhelm Petersen von der DDP sprach sich für das Beibehalten der alten schwarz-weiß-roten Farben aus, zeigte aber auch Respekt vor denjenigen Abgeordneten, die sich in Erinnerung an die bürgerliche Revolution von 1848 für Schwarz-Rot-Gold entschieden hätten. Er kritisierte die Überhöhung der Frage durch die Redner der anderen Parteien und forderte, mehr auf die praktischen Auswirkungen zu sehen. Seiner Ansicht nach gefährde ein Flaggenwechsel vor allem den Außenhandel, weil Schwarz-Weiß-Rot für deutschen Fleiß und deutsche Qualitätswaren stehe, während Schwarz-Rot-Gold im Ausland unbekannt sei.

oder doch Rot

Für die USPD begründete Oskar Cohn den Antrag, Rot als Farbe des deutschen Staats zu führen, damit, dass Rot die Farbe der Revolution und des Freiheitsgedankens sei. Jeglicher Fortschritt sei mit der Farbe Rot verbunden.
Schon in dieser Debatte deutete sich an, dass der Flaggen- und Farbenstreit auch nach Verabschiedung der Verfassung weitergehen würde. Hermann Molkenbuhr von der SPD warf dem Hamburger Petersen vor, die hanseatischen Kaufleute hätten nach der Reichseinigung 1871 mit den gleichen handelspolitischen Argumenten gegen Schwarz-Weiß-Rot und für die alten Flaggen der Hansestädte gekämpft, mit denen nun von ihnen der Wechsel zu Schwarz-Rot-Gold bekämpft werde. Aber auch der damalige Flaggenwechsel habe dem Export und der Handelsschifffahrt nicht geschadet.
Ludwig Quidde, der spätere Friedensnobelpreisträger, stellte die Auffassung derer in der DDP dar, die sich für Schwarz-Rot-Gold aussprachen. Er sprach sich darüber hinaus vehement für einen Kompromiss bezüglich der Handelsflagge aus und unterstützte den Antrag, diese in Schwarz-Weiß-Rot zu belassen, ihr aber eine schwarz-rot-goldene Gösch beizugeben.
Im Ergebnis der Debatte wurden die Farben Schwarz-Rot-Gold am 3. Juli 1919 mit 211 Stimmen bei 90 Gegenstimmen von einer breiten Mehrheit als neue deutsche Nationalfarben angenommen.

### Reichspräsidentenamt

Flagge des Reichspräsidenten 1919–1921

Am 4. Juli wurde unter anderem über die Frage des Reichspräsidenten beraten. Während sich Hugo Haase für die USPD gegen das Amt eines Reichspräsidenten aussprach und eine Kollegialregierung präferierte, forderte auf der Gegenseite Albrecht Philipp (DNVP), dem Reichspräsidenten eine noch größere Machtfülle zu geben, als dieses schon von den Regierungsparteien geplant war. Außerdem wollte er die Wählbarkeit – analog der US-amerikanischen Verfassung – auf diejenigen Personen beschränken, die als Deutsche geboren sind. Beide Vorschläge wurden jedoch abgelehnt.
Am 22. Juli wurde über die Frage beraten, ob Angehörige der bis 1918 in den Einzelstaaten regierenden Häuser als Reichspräsident wählbar sein sollten. Während die beiden sozialdemokratischen Parteien dies ausschließen wollten, sprachen sich Zentrum, DNVP, DVP und DDP dafür aus, diesen Passus nicht in die Verfassung aufzunehmen, da es dem Volk obliege selbst zu entscheiden, wen es wählen wolle. Sie konnten sich damit jedoch nicht durchsetzen.

### Referenden, Volksentscheide und Volksbegehren
Die Debatte am 7. Juli war von der Frage der Referenden geprägt. Während sich Rudolf Heinze für die DVP gegen jede Art der Volksgesetzgebung aussprach und Simon Katzenstein (SPD) diese gegenüber dem Verfassungsentwurf noch ausgebaut wissen wollte und dabei von Oskar Cohn (USPD) unterstützt wurde, teilte Clemens von Delbrück mit, die DNVP sei in dieser Frage gespalten: Es gebe Befürworter, die auf die beharrenden Kräfte im Volke vertrauten, während andere Teile der Fraktion sich strikt gegen die Volksgesetzgebung aussprächen. Er selbst vertrete eine Mittelposition und sei der Auffassung, dass für Fälle, in denen Reichstag und Reichsrat keine Einigung finden könnten, das Referendum eine gute Möglichkeit sei, diesen Dissens durch das Volk entscheiden zu lassen. Außerdem sprach er sich für eine Regelung aus, die dem Reichspräsidenten das Recht gebe, das Volk über vom Reichstag verabschiedete Gesetze entscheiden zu lassen. Das Volksbegehren hingegen lehne er ab.
Reichsinnenminister Hugo Preuß für die Reichsregierung und Erich Koch für die DDP unterstützten grundsätzlich die Volksgesetzgebung inklusive des Volksbegehrens in der Form des Verfassungsentwurfes, sprachen sich aber gegen einzelne Aspekte des SPD-Antrages aus, die ihnen zu weit gingen.
Keiner der diversen Änderungsanträge erhielt schließlich eine Mehrheit, so dass die Volksgesetzgebung schließlich in Form der Ausschussvorlage beschlossen wurde.

### Reichsverwaltung

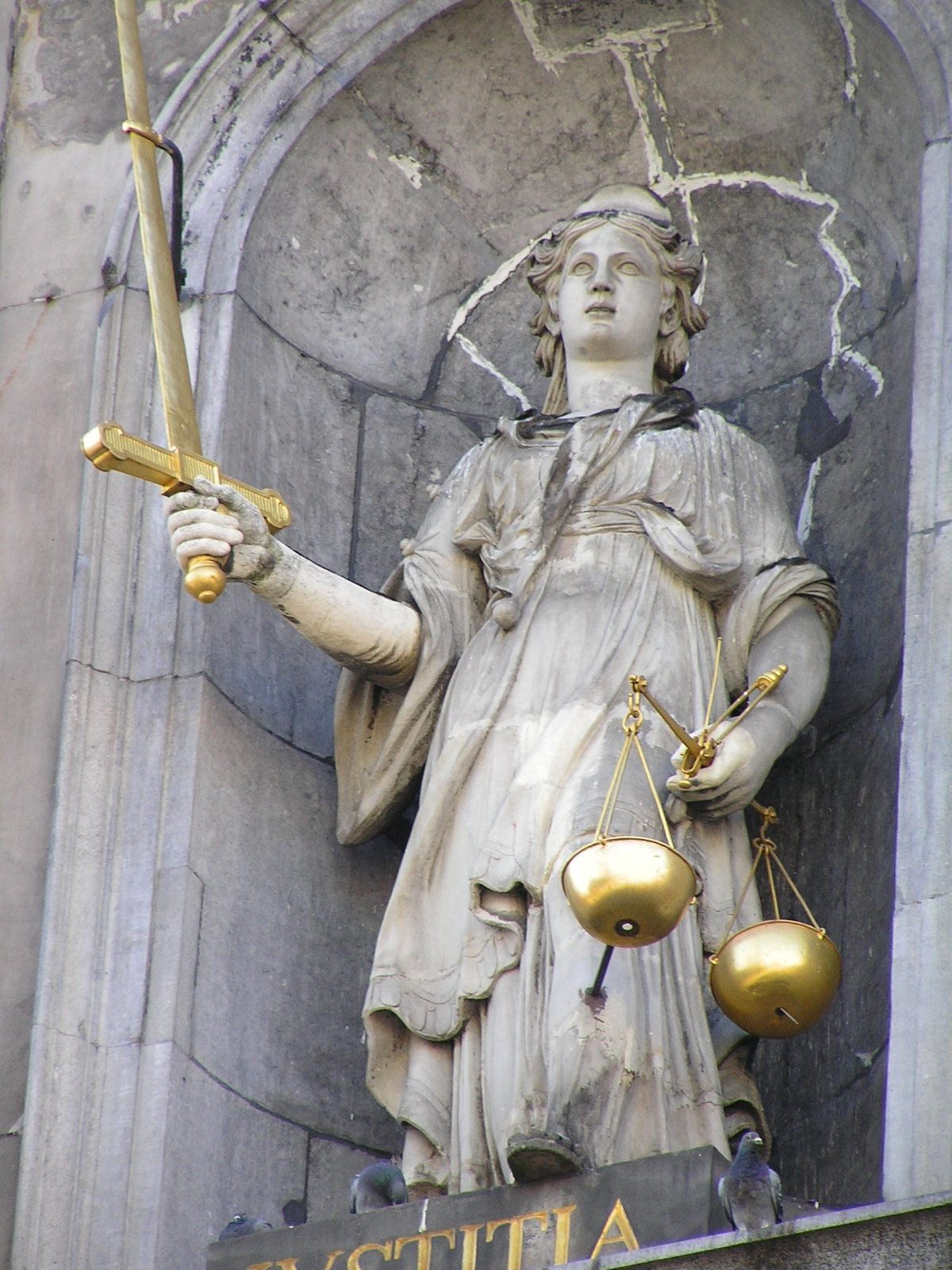
Auch die Frage der Rechtspflege beschäftigte die Nationalversammlung.

Ebenfalls am 7. Juli wurde der Abschnitt über die Reichsverwaltung beraten. Größte Änderungen gegenüber den Regelungen im Kaiserreich waren die Feststellung, dass das Deutsche Reich endgültig ein einheitliches Wirtschaftsgebiet bilde und die Ansiedlung der Gesetzgebungskompetenz im Steuerrecht beim Reich. Auch die Vereinheitlichung des Post- und des Eisenbahnwesens, die insbesondere die Rechte der süddeutschen Staaten einschränkte, war eine Neuerung.

### Rechtspflege
Am 10. Juli beschäftigte sich die Nationalversammlung mit der Rechtspflege. Wichtige Neuerungen waren dabei die Einrichtung der Verwaltungsgerichtsbarkeit und eines Staatsgerichtshofes sowie die Beschränkung der Militärgerichtsbarkeit auf Kriegszeiten. Auch wurde die Unabhängigkeit der Gerichte in die Verfassung aufgenommen.
Der Antrag der USPD, Volksgerichte zu schaffen, wurde hingegen von den anderen Parteien abgelehnt.

### Grundrechte und -pflichten: Allgemein
Die Beratung der Grundrechte und Grundpflichten wurde am 11. Juli aufgenommen. Streitig war einerseits die Frage, ob überhaupt Grundrechte und -pflichten in die Verfassung aufgenommen werden sollten, und andererseits, um welche es gehe. Der von Friedrich Naumann im Ausschuss vorgelegte Text wurde dabei allseits als zu lyrisch abgelehnt.
Für die DVP sprach sich Rudolf Heinze ausdrücklich gegen einen Grundrechtekatalog in der Verfassung aus. Ein solcher greife zu stark in die Befugnisse der Einzelstaaten und auch in die Privatautonomie z. B. zwischen Arbeitgeber und Arbeitnehmer ein. Außerdem sei der vorliegende Katalog zu detailliert und regele Angelegenheiten, die der einfachen Spezialgesetzgebung vorbehalten sein sollten. Er verwies dabei auf Einzelvorschriften aus dem Disziplinarrecht und dem Strafprozessrecht, die nunmehr ohne Not Verfassungsrang erhielten.
Für die DDP argumentierte Erich Koch, dass die Grundrechte lediglich Richtschnur und Schranke der Gesetzgebung seien und nicht direkt in die einzelnen Rechtsverhältnisse eingreifen sollten. Auch die DDP, wiewohl Anhängerin eines solchen Kataloges, halte den Grundrechtekatalog für zu umfangreich geraten. Damit die Verfassungsberatung aber zügig zu einem Ende komme, sollte der jetzt vorliegende Katalog möglichst unverändert verabschiedet werden, es sei ein Kompromiss, der zwar einige Mängel enthalte, insgesamt aber noch tragbar sei.
Reichsminister Hugo Preuß kritisierte die Ausweitung, die der Grundrechtekatalog im Verfassungsausschuss gegenüber dem Entwurf erfahren habe. Er müsse im Namen der Reichsregierung daher – so wörtlich – „die Vaterschaft der Grundrechte“ bestreiten. Er forderte eine Selbstbeschränkung des Verfassungsgebers, man müsse und könne nicht alles in der Verfassung regeln. Das Beispiel der Paulskirchenverfassung von 1849, die letztendlich an dem andauernden Streit über die Grundrechte gescheitert sei, mahne zur Bescheidung.
Der bayerische Zentrumsabgeordnete Konrad Beyerle, einer der maßgeblichen Autoren des ausgeweiteten Grundrechtekatalogs, nahm diesen gegen den Vorwurf der Beliebigkeit in Schutz. Es sei wichtig, elementare Wahrheiten der Rechtskultur auch in der Verfassung zu verankern und sie so aus dem Alltag der gewöhnlichen Gesetzgebung herauszuheben. Zudem sei es wichtig, auch die Bekenntnisse des neuen Staats in die Verfassung aufzunehmen. Dies geschehe durch Grundrechte und Grundpflichten. Unterstützung erfuhr Beyerle in dieser Auffassung durch den Sozialdemokraten Max Quarck, der auch auf die erzieherische Wirkung der Grundrecht verwies. Quarck sprach sich jedoch dafür aus, zu prüfen, ob der Katalog nicht doch noch an der einen oder anderen Stelle einer Veränderung bedürfe. Es seien ausreichend Anträge dazu gestellt worden, die nicht der Forderung Kochs nach unveränderter Annahme en bloc zum Opfer fallen dürften.

### Grundrechte und -pflichten: Einzelberatung
Am 15. Juli begann dann die Einzelberatung der Grundrechte. Die Sozialdemokratin Marie Juchacz sprach sich sowohl für eine umfassende Gleichberechtigung der Geschlechter – und nicht nur für eine „grundsätzliche“ wie der Verfassungsentwurf – als auch für Abschaffung jeglicher Adelsprädikate aus. In gleicher Weise argumentierte auch Luise Zietz von der USPD, die die Gleichberechtigung allerdings auch noch auf den Bereich des bürgerlichen Rechts erweitert wissen wollte.
In ihrer Erwiderung lehnte Christine Teusch vom Zentrum, mit 30 Jahren die jüngste Abgeordnete der Versammlung, die völlige Gleichstellung ab, weil man der „physischen und psychischen Grundanlage des Weibes gerecht bleiben müsse“, so Teusch wörtlich.
Für die DDP sprach sich Hermann Luppe dafür aus, der Entwurfsfassung zu folgen und Adelstitel lediglich noch als Namensbestandteil zu erhalten, ohne daraus Vorrechte herleiten zu können. Er begründete dies damit, dass bei vielen Namenszusätzen, er nannte besonders Ludwig van Beethoven, völlig unklar sei, ob es sich um Adelstitel handele oder nicht. Würde man dem Antrag von USPD und SPD folgen, sei daher bei vielen Personen unklar, welchen Namen sie nun zu führen hätten. Auch, was die vollständige Gleichberechtigung von Männern und Frauen angehe, plädierte er für die Ausschussfassung, schließlich könne und wolle man Frauen nicht zum Wehrdienst heranziehen, womit dann allerdings ihnen auch das Recht abgesprochen werden müsse, in einer für sie ohnehin verschlossenen Armee Offizier werden zu können.
Graf von Posadowsky-Wehner argumentierte für die Deutschnationalen sowohl für den Erhalt des Adels als auch und vor allem für die weitere Vergabe von Orden und Ehrenzeichen, für letztere vor allem, weil sie ein Anerkenntnis des Staates für geleistete Dienste seien. Diese Auffassung unterstützte für die Volkspartei auch der Abgeordnete Rudolf Heinze.
Im Namen einer Minderheit innerhalb der beiden Rechtsparteien DVP und DNVP sprach sich Oskar Maretzky für die Abschaffung jeglicher Adelsbezeichnungen aus, er vertrete das selbstbewusste Bürgertum, das im Adel mehr Schaden als Nutzen sehe.
Da sich keiner der zahlreichen Änderungsanträge durchsetzen konnte, wurde der spätere Artikel 109 schließlich in der Entwurfsfassung angenommen. Ebenfalls keine Veränderungen gab es am Text des Artikels 110, der sich mit dem Staatsbürgerschaftsrecht befasst und weiteren an jenem Tage behandelten Grundrechtsartikeln.

### Todesstrafe

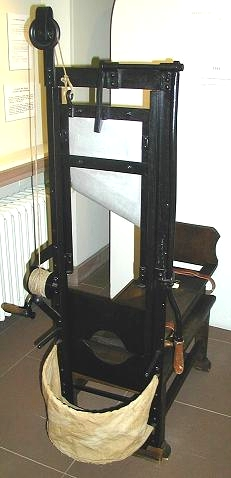
Eine zur Vollstreckung der Todesstrafe eingesetzte Guillotine

Mit der Frage der Todesstrafe begann die Debatte am 16. Juli. Für die Sozialdemokraten begründete der Rechtsprofessor Hugo Sinzheimer die Forderung, die Formulierung „Die Todesstrafe ist abgeschafft“, wie sie heute im Grundgesetz für die Bundesrepublik Deutschland enthalten ist, in die Reichsverfassung aufzunehmen. Er wurde in diesem Punkt von Oskar Cohn (USPD) unterstützt.
Vehement gegen die Abschaffung der Todesstrafe sprachen sich die deutschnationalen Adelbert Düringer und Franz Heinrich Költzsch sowie Wilhelm Kahl von der DVP aus. Während Kahl zugestand, es könne ein Zeitpunkt kommen, zu dem auf die Todesstrafe verzichtet werden könne, dieser sei aber noch nicht erreicht, lehnten die beiden DNVP-Abgeordneten die Abschaffung der Todesstrafe grundsätzlich ab. Während Düringer sich auf rechtliche Aspekte beschränkte, begründete der Pfarrer Költzsch die Todesstrafe theologisch und berief sich darauf, schon die Bibel fordere, wer Menschenblut vergösse, dessen Blut solle auch durch Menschen vergossen werden.
Für die DDP forderte Conrad Haußmann die Abschaffung der Todesstrafe, war aber der Auffassung, dass diese Frage einer einfachgesetzlichen Regelung im Rahmen der Strafrechtsreform vorbehalten bleiben und nicht in die Verfassung eingehen sollte.
Mit 153 zu 128 Stimmen bei zwei Enthaltungen lehnte die Nationalversammlung die beantragte Abschaffung der Todesstrafe in der Verfassung ab.

### Zensur
Am selben Tage sprach sich für die Deutschnationalen Franz Heinrich Költzsch für eine Verfassungsbestimmung aus, die den nötigen Schutz gegen „Schund- und Schmutz“ biete.
Ihm entgegnete Otto Nuschke für die Demokraten, dass zur Bekämpfung pornographischer Filme, Theaterstücke und Literatur die allgemeinen Strafgesetze ausreichend seien. Die Zensur, wie sie von den Deutschnationalen gefordert würde, sei ein Relikt aus der Zeit der Karlsbader Beschlüsse. Der USPD-Abgeordnete Wilhelm Koenen lehnte ebenfalls jede Form der Zensur ab, forderte jedoch, dass Aufführungen für Jugendliche den Behörden und gemeinnützigen Organisationen vorbehalten bleiben müssten, weil zumindest die Jugend vor der Geschäftemacherei der „Kapitalisten“ geschützt werden müsste.
Während der Antrag der USPD abgelehnt wurde, kam die Versammlung dem Wunsch der DNVP insoweit nach, dass zumindest für Filme eine Zensurregelung, die durch ein Reichsgesetz erfolgen könne, zulässig sei. Diese Regelung wurde später durch das Gesetz zur Bewahrung der Jugend vor Schund- und Schmutzschriften vom 18. Dezember 1926 auch eingeführt.

### Familienrecht
Später am Tage befasste sich die Versammlung mit der Frage der Gleichstellung der unehelichen Mütter und Kinder mit Ehefrauen und ehelichen Kindern. Die Sozialdemokratin Elisabeth Röhl forderte eine völlige Gleichstellung. Sie wurde in dieser Auffassung von Luise Zietz (USPD) unterstützt.
Die Gründerin des Sozialdienstes katholischer Frauen Agnes Neuhaus (Zentrum) lehnte derart weitgehende Forderungen für ihre Partei ab. Sicherlich müsse man insbesondere den Kindern helfen, aber eine völlige Gleichstellung würde den Unterschied zwischen der Ehe und dem „illegitimen Verhältnis“ verwischen und sei daher aus christlicher Sicht nicht hinzunehmen.
Elisabeth Brönner unterstützte für die DDP die Forderung, die Lage der unehelichen Kinder wie Mütter zu verbessern. Die völlige rechtliche Gleichstellung sei jedoch nicht sinnvoll, weil sie über das Ziel hinausschieße und neue Probleme aufwerfe. Wichtiger und richtiger als die völlige Gleichstellung, die nicht praktikabel sei, sei deshalb die Verankerung einer besonderen Fürsorgepflicht des Staates für Mütter überhaupt. Dies betreffe sowohl uneheliche als auch besonders kinderreiche Mütter.
Für die Deutschnationalen lehnte Anna von Gierke die vorliegenden Anträge von SPD, USPD und DDP ab. Die Gleichstellung unehelicher Mütter mit Ehefrauen und unehelicher Kinder mit ehelichen Kindern sei eine Entwertung der Familie. Sie sei immer bereit, einzelne Notstände zu lindern, dabei dürfte aber nicht das gesellschaftliche Zusammenleben, das durch die Ehe gekennzeichnet sei, ruiniert werden. Um Müttern bessere Möglichkeiten zur Erziehung ihrer Kinder zu geben, unterstützte sie die Forderung nach einem Erziehungsgeld oder auch nach einem Mindestlohn für die Väter, der das Existenzminimum der Familie decken müsse.
Nach lebhafter Debatte lehnte die Nationalversammlung die Anträge von SPD, USPD und DDP genauso ab, wie einen Antrag der USPD, das gesamte Gesundheitswesen zu verstaatlichen und einem Reichsgesundheitsministerium zu unterstellen.

### Jugendfürsorge
Mit der Debatte um die Jugendfürsorge begann die Sitzung am 17. Juli 1919. Wilhelmine Kähler forderte für die SPD eine zentralisierte Jugendfürsorge durch das Reich und die Ersetzung aller privaten und konfessionellen Fürsorgeeinrichtungen durch staatliche Einrichtungen. Außerdem dürften lediglich geprüfte Erzieher und Pädagogen als Leiter derartiger Institutionen tätig sein. Sie wurde durch Lore Agnes (USPD) unterstützt, die darüber hinaus neben einer Ausweitung der staatlichen Fürsorge auch ein Verbot der Heimeinweisung von Kindern und Jugendlichen aus politischen oder religiösen Gründen verlangte.
Im Gegensatz zu den Vertreterinnen der politischen Linken stellte Agnes Neuhaus vom katholischen Zentrum die aus ihrer Sicht vorhandenen Vorteile der konfessionellen Jugendhilfe gegenüber der staatlichen Fürsorge heraus. Die konfessionellen Einrichtungen seien effizienter und erfolgreicher als die staatlichen Heime. Deswegen solle beim Staat lediglich die Aufsicht verbleiben. Unterstützung fand sie bei der deutschnationalen Anna von Gierke, die aus protestantischer Sicht für die christliche Jugendhilfe plädierte und dabei an Bodelschwingh in Bethel und an Wicherns Rauhes Haus erinnerte.
Gegen die Beschränkung der Leitungen von Jugendhilfeeinrichtungen auf ausgebildete Pädagogen und Erzieher sprach sich Erich Koch (DDP) aus und verwies auf das Beispiel Pestalozzis, der als „einfacher Landmann“ unter solcher Regelung nie hätte tätig sein können.
Mit der Mehrheit der bürgerlichen Parteien lehnte die Nationalversammlung die Anträge von SPD und USPD ab, ein Zentrumsantrag, die Rolle der Familie bei der Erziehung stärker zu betonen, wurde hingegen von SPD, USPD und DDP abgelehnt und scheiterte so ebenfalls.

### Versammlungsrecht
Im Anschluss widmete sich die Nationalversammlung der Versammlungsfreiheit. Gustav Raute forderte für die USPD eine Streichung des Passus, der eine Anmeldepflicht für Versammlungen unter freiem Himmel ermöglichte. Er verglich diese Bestimmung mit dem alten Vereinsgesetz, das Versammlungen einer Genehmigungspflicht unterworfen hatte.
Für die Reichsregierung wandte sich Hugo Preuß gegen diese Forderung. Eine Anmeldepflicht sei notwendig, weil die Verwaltung schon aus Sicherheitsgründen wissen müsse, wer wann wo aufmarschiere, mit einer Genehmigungspflicht habe dies nichts zu tun.

### Beamtenrecht
In der folgenden Debatte um das Beamtenrecht ging es weniger um die Frage, wie dieses ausgestaltet werden solle, als darum, ob es spezieller Regelungen in der Verfassung bedürfe, oder ob nicht eine einfachgesetzliche Regelung ausreiche. Während Sozialdemokraten und USPD möglichst weitgehende Festlegungen in der Verfassung verlangten, sprachen sich die bürgerlichen Parteien für detaillierte Regelungen erst in der Spezialgesetzgebung aus.
Einen wirklich inhaltlichen Dissens gab es bei der Frage, wie die Beamten ausgewählt werden sollten: Während Oskar Cohn für die USPD die Volkswahl der Beamten forderte, wurde dies von den übrigen Parteien abgelehnt.
Ebenfalls unterschiedliche Auffassungen gab es zur Frage, ob Beamtinnen aus dem Dienst ausschieden sollten, wenn sie heirateten. Während der Entwurf der Verfassung das sogenannte Lehrerinnenzölibat beibehalten wollte, forderte die Sozialdemokratin Toni Pfülf dessen Abschaffung, weil es ungerecht sei und der Gleichberechtigung von Mann und Frau entgegenstehe. Sie fand dabei auch die Unterstützung der linksliberalen Marie Baum, der rechtsliberalen Clara Mende und der USPD. Hingegen stützte Maria Schmitz (Zentrum), die Vorsitzende des Vereins katholischer deutscher Lehrerinnen, die Ausschussfassung, konnte sich jedoch damit nicht durchsetzen.

### Kirche und Staat
Große Auseinandersetzungen brachte der Themenbereich Kirche und Staat mit sich, der am Nachmittag des 17. Juli behandelt wurde.
Während der protestantische Juraprofessor Wilhelm Kahl (DVP) sich für die im Ausschuss vorgeschlagenen Regelungen, wie sie noch heute überwiegend in Kraft sind, einsetzte, und hierin schon eine deutliche Trennung zwischen Staat und religiösen Institutionen sah, forderte Max Quarck für die Sozialdemokratie eine noch stärkere Trennung.
Der DDP-Vorsitzende und evangelische Pfarrer Friedrich Naumann sah in der beginnenden Trennung von Kirche und Staat insbesondere für die evangelischen Landeskirchen eine neue Epoche anbrechen, da die evangelische Kirche bisher in den Bundesstaaten, in denen sie Staatskirche gewesen war, viel enger mit dem Staat verwoben gewesen sei als die römisch-katholische Kirche. Er verwies jedoch darauf, dass es in den Landeskirchen auch viele Mitglieder gebe, die den staatlichen Schutz weiterhin wünschten. Da der schützende Staat jedoch auch ein drückender Staat sei, trete er für die Trennung der Kirche vom Staat ein. Dies sei jedoch zumindest für den Protestantismus mit seinen 22 Landeskirchen ein sich erst langsam entwickelnder Prozess, der Zeit brauche.
Darauf erwiderte der deutschnationale Abgeordnete Karl Veidt, ebenfalls evangelischer Pastor, er werde ob der Trennung von Kirche und Staat „keinen Jubelhymnus“ anstimmen. Man müsse bedenken, dass die Staatskirche ihr Gutes gehabt habe, so seien die evangelischen Landeskirchen wahrhaft nationale Kirchen gewesen. Außerdem hätte die territoriale Organisation dafür gesorgt, dass die zunächst auseinanderdriftenden einzelnen Gemeinden nach der Reformation in eine einigende Organisation gebracht worden seien.
Der USPD-Abgeordnete Fritz Kunert hingegen forderte eine vollständige Trennung von Kirche und Staat, so müsse das Recht zur Erhebung von Kirchensteuern abgeschafft werden und die Religionsgemeinschaften dürften auch nicht das Privileg behalten, beim Militär, in Gefängnissen und Krankenhäusern religiöse Handlungen zu vollziehen. Schließlich forderte er, Kirchenbesitz solle durch erhöhte Besteuerung zur Finanzierung staatlicher Aufgaben herangezogen werden.
Auffällig war, dass sich das Zentrum kaum an dieser Debatte beteiligte. Lediglich Joseph Mausbach trat als Berichterstatter des Verfassungsausschusses auf und stellte den Lauf der Beratungen im Ausschuss dar. Offenbar fühlten sich die Katholiken weniger von den neuen Regelungen betroffen als die Protestanten.

### Bildungspolitik
Das Gebiet der Bildungspolitik war Thema der Beratungen am 18. Juli. Auch dieses Politikfeld wurde von der Frage des Verhältnisses von Kirche und Staat überlagert, da fast ausschließlich die Frage des Religionsunterrichts und der kirchlichen Schulaufsicht strittig war. Während die politische Linke den Einfluss der Kirche auf die Schule gänzlich beseitigen wollte, warben Zentrum, DVP und DNVP für die Beibehaltung des kirchlichen Einflusses in unterschiedlicher Intensität.
Der SPD-Abgeordnete Heinrich Schulz und Zentrums-Fraktionschef Adolf Gröber stellten den Weimarer Schulkompromiss ihrer Fraktionen vor, nachdem die Bekenntnisfrage offen gelassen werden solle und in jeder Gemeinde die Eltern selbst über die Einrichtung von Konfessionsschulen, Simultanschulen oder weltlichen Schulen entscheiden sollten.
Richard Seyfert von der DDP – späterer sächsischer Erziehungsminister – sprach sich hingegen für eine bekenntnisfreie staatliche Schule aus, in der alleine der Religionsunterricht getrennt nach Konfessionen unter Verantwortung der Religionsgemeinschaften erteilt werden solle. Dagegen wandte sich heftig der DNVP-Abgeordnete Gottfried Traub, der die Konfessionsschule verteidigte. Daneben sprach sich Traub, der später eine der führenden Personen des Kapp-Putsches werden sollte, dafür aus, dass „alle Kreise des Volkes eine rein nationale Erziehung“ erhalten sollten.
Dagegen unterstützte der bayerische Zentrumsabgeordnete Martin Irl zwar grundsätzlich die Kompromisslinie zwischen seiner Partei und den Sozialdemokraten, forderte aber einige Modifikationen, z. B. die Mindestschulpflicht von acht Jahren betreffend. Er konnte sich damit jedoch nicht durchsetzen.
Gegen die Entscheidungsfreiheit der Eltern in der Schulfrage sprach sich der DVP-Parlamentarier August Beuermann aus, weil er fürchtete, diese würde den Kulturkampf des 19. Jahrhunderts wieder eröffnen und Zwist zulasten der Kinder in die Gemeinden tragen.

### Verhältnis von Staat, Wirtschaft und Eigentum
Die Debatten am 21. Juli drehten sich um das Verhältnis von Staat und Wirtschaft. Die Mehrheit im Verfassungsausschuss hatte sich dafür ausgesprochen, die wirtschaftliche Freiheit des Einzelnen unter das Primat der Gewährleistung eines menschenwürdigen Daseins für alle zu stellen und den Grundsatz der Gerechtigkeit in den Vordergrund des Wirtschaftslebens zu rücken. Die wirtschaftliche Freiheit müsse eine soziale Funktion erfüllen. Die Vertragsfreiheit, das Eigentum und das Erbrecht sollten dabei zwar gewährleistet bleiben, aber dem Vorbehalt des Gesetzes unterliegen, führte der SPD-Abgeordnete Hugo Sinzheimer als Berichterstatter des Ausschusses aus. Das Wucherverbot und die Nichtigkeit sittenwidriger Rechtsgeschäfte sollten dabei Verfassungsrang erhalten.
Auch für die Sozialpflichtigkeit des Eigentums und eine grundsätzliche Verankerung der Erbschaftsteuer in der Reichsverfassung hatte sich der Verfassungsausschuss ausgesprochen. Ausfluss der Sozialpflichtigkeit war auch die Einführung der Möglichkeiten einer Verstaatlichung von Unternehmen, der Beteiligung der öffentlichen Hand an der Unternehmensverwaltung und des staatlichen Einspruchs gegen „sozialwidrige“ Unternehmensentscheidungen, die der Verfassungsausschuss vorschlug. Letzteres Instrument sollte insbesondere gegen Wirtschaftskartelle und Trusts wirken.
Als Staatsziel wurde im Entwurf die Schaffung eines reichseinheitlichen Arbeitsrechts postuliert. Während sich der Ausschuss nicht auf eine verfassungsmäßige Absicherung des Streikrechts einigen konnte, sollte die Koalitionsfreiheit Verfassungsrang erhalten. Außerdem sollten Arbeiterräte als Interessenvertretungen der Arbeitnehmerschaft und Wirtschaftsräte als gemeinsame Organe von Arbeitnehmern und -gebern geschaffen werden, ohne die bisherigen Gewerkschaften und Arbeitgeberverbände zu ersetzen. Der Reichswirtschaftsrat sollte ein eigenes Gesetzesinitiativrecht an den Reichstag erhalten.
In der Aussprache kritisierte der USPD-Abgeordnete Alfred Henke den Ausschussentwurf. Er bemängelte, dass kein „sozialistischer Geist durch die Zeilen weht“, sondern sich die bürgerliche Weltanschauung in der Verfassung behaupte. Er prophezeite, dass die kapitalistische Ausbeutung bleiben werde. Dies sei gerade auch deshalb so, weil der Verfassungsentwurf das Eigentum an Produktionsmitteln gewährleiste. Die Verfassung habe letztlich das Ziel, den Kapitalismus zu erhalten. Deshalb dürfe die Revolution nicht beendet werden. Ohne Rücksicht auf die besitzenden Klassen müsse sofort mit der Verwirklichung des Sozialismus begonnen werden. Die USPD beantragte daher, große Teile der Wirtschaftsverfassung zu streichen und festzuschreiben, dass die Produktionsmittel und die Warenproduktion vergesellschaftet werden sollten. Sie scheiterte jedoch mit ihren entsprechenden Anträgen.
Für die DVP forderte Rudolf Heinze, dass im Falle von Enteignungen über die Höhe der Entschädigung der Rechtsweg eröffnet werden solle, um eine gerichtliche Nachprüfung zu ermöglichen. Ergänzend dazu beantragte das Zentrum, dass Enteignungen des Reiches gegenüber Ländern, Gemeinden und gemeinnützigen Verbänden ausschließlich gegen Entschädigung zulässig sein sollten. Sein Abgeordneter Johann Leicht begründete dies damit, dass das Eigentum dieser Korporationen ohnehin schon im Dienste der Allgemeinheit stehe, weshalb es nicht anginge, hier zu entschädigungslosen Enteignungen zu kommen. Während sich das Zentrum mit seinem Antrag durchsetzen konnte, verfiel der DVP-Wunsch nach einer Rechtsweggarantie der Ablehnung.
Der SPD-Abgeordnete Nikolaus Osterroth beantragte für seine Fraktion, festzuschreiben, dass alle Bodenschätze und Naturkräfte in Gemeineigentum zu überführen seien. Private Regale und Nutzungsrechte daran seien entschädigungslos aufzuheben. Den radikaleren Forderungen der USPD widersprach er heftig und hielt Alfred Henke den Satz „(…) so stellen wir uns den Sozialismus nicht vor, wie manche Leute, die aus der Geheimschlächterei ein halbes Schwein nach Hause tragen und glauben, das sei Sozialismus“ entgegen. Zudem warf er den Unabhängigen Sozialdemokraten vor, sie zerstörten die Einheitsfront der Werktätigen. Gegen die Vergesellschaftung der Bodenschätze sprach sich Albrecht Philipp von der DNVP aus, der befürchtete, über kurz oder lang könnte jeder Bodenertrag als „Bodenschatz“ angesehen werden und somit auch die Erträge der Landwirtschaft sozialisiert werden. Für die linksliberale DDP lehnte deren Abgeordneter Fritz Raschig die entschädigungslose Enteignung der Regale und Nutzungsrechte ebenfalls ab, seine Fraktion präferiere stattdessen eine Regelung, die die Bodenschätze und Naturkräfte lediglich unter Aufsicht des Staates stelle. Dieser DDP-Antrag wurde in allen Punkten von der Mehrheit abgelehnt. Der SPD-Antrag die privaten Regale und Nutzungsrechte aufzuheben fand im Gegensatz zur Frage der Kollektivierung der Bodenschätze und Naturkräfte eine knappe Mehrheit (132 Ja-Stimmen, 118 Nein-Stimmen, eine Enthaltung).
August Hampe, einziger Abgeordneter der welfisch orientieren Braunschweigisch-Niedersächsischen Partei, sprach sich gegen die Aufhebung der Fideikommisse aus, wie sie der Verfassungsausschuss vorgesehen hatte. Der Fideikommiss sei ein gelungener germanischer Rechtsgedanke. Seine Abschaffung würde zu erheblichen Verwerfungen und insbesondere auch zur Abwanderung wichtiger Kulturgüter ins Ausland, vor allem nach Amerika, führen. Unterstützt wurde er in dieser Forderung vom hessischen DVP-Abgeordneten Johann Becker, der insbesondere eine Gefahr für die mittlere und kleinere Landwirtschaft sah, da das Höfer- und Anerbenrecht einzelner Länder, das den Schutz vor Zersplitterungen der Bauernhöfe hätte, ebenfalls fideikommissarischen Charakter hätte und durch diese Verfassungsbestimmung ebenfalls gefährdet sei. Der SPD-Abgeordnete Simon Katzenstein hingegen verteidigte die Ausschussfassung als notwendig, um der Zusammenballung immer größerer Bodenbestände in den Händen weniger Privater entgegenzuwirken. Felix Waldstein von der DDP widersprach insbesondere Becker in der Annahme, dass auch das Höfe- und Anerbenrecht betroffen sei. Er unterstützte die Aufhebung der Fideikommisse, weil diese nur das Ziel hätten, dem Untüchtigen Hilfe zu geben, statt dem Tüchtigen freie Bahn zu verschaffen. Die Anträge auf Erhalt der Fideikommisse wurden sämtlich von der Mehrheit abgelehnt.
Diskussionen gab es auch um den Umgang mit Bodenwertsteigerungen, die nicht durch Arbeits- oder Kapitaleinsatz verdient wurden. Während die Linksparteien diese vollumfänglich dem Staat zugutekommen lassen wollte, beantragte Hermann Bruckhoff für die DDP eine Einschränkung dahingehend, dass diese Wertsteigerung lediglich „für die Gesamtheit nutzbar“ gemacht werden solle. Der DDP-Antrag wurde auch von der rechtsliberalen DVP unterstützt, während die DNVP noch weitergehend lediglich eine Abschöpfung des Wertzuwachses durch Besteuerung zulassen wollte. Die Mehrheit der Nationalversammlung folgte hier dem DDP-Antrag, so dass der Ausschussvorschlag insoweit abgeändert wurde.
Die DNVP-Fraktion beantragte, eine Formulierung aufzunehmen, nach der der Schutz des Mittelstandes vor Ausbeutung und Aufsaugung eine wichtige Aufgabe von Gesetzgebung und Verwaltung sei. Ihr Abgeordneter Wilhelm Bruhn begründete dies damit, dass der Mittelstand durch den Weltkrieg besonders hart getroffen worden sei. Zudem bedrohe das Großkapital die kleinen und mittelständischen Betriebe besonders. Ein Beispiel seien die Warenhausgründungen, die für den kleinen Einzelhandel verheerend wirkten. Nachdem auf Antrag der DDP im DNVP-Antrag das Wort „Ausbeutung“ durch „Überlastung“ geändert worden war, wurde der Antrag mehrheitlich angenommen.
Größere Diskussionen gab es auch um die verfassungsmäßige Verankerung der Arbeiter- und Wirtschaftsräte. Der DNVP-Abgeordnete Clemens von Delbrück sah darin ein „Kind der russischen Revolution“, dem die Deutschnationalen grundsätzlich ablehnend gegenüberständen. Dem Reichswirtschaftsrat könne man aber trotzdem ein Gutes abgewinnen, er sei nämlich als berufsständische Kammer des gesamten schaffenden Volkes ein „Gegengewicht gegen die Überspannung des Parlamentarismus und gegen die Herrschaft des Parlaments“. Anton Erkelenz von der DDP befürwortete zwar die Einführung von Arbeiter- und Wirtschaftsräten, er lehnte es hingegen ab, den Räten Entscheidungs- oder Kontrollkompetenzen zu geben, sie sollten lediglich beratende Funktion haben. Der USPD-Abgeordnete Wilhelm Koenen hingegen verlangte ein Vetorecht der Arbeiterräte gegen gesetzliche Entscheidungen. Außerdem müssten in den Wirtschaftsräten die Arbeiter ein Übergewicht gegenüber den Unternehmern besitzen. Gegen beide Vorschläge wandte sich der Zentrumsabgeordnete Franz Ehrhardt, der dadurch eine Belastung des gesamten öffentlichen Lebens drohen sah.

### Annahme
Am 31. Juli 1919 nahm die Nationalversammlung nach wesentlichen Änderungen am ursprünglichen Entwurf die Weimarer Verfassung mit großer Mehrheit an. Es gab 262 Ja-Stimmen (von SPD, DDP, Zentrum), 75 Nein-Stimmen (von DVP, DNVP, Bayerischem Bauernbund, USPD) und 1 Enthaltung. Somit erhielt die Verfassung eine Zustimmung von 77,5 Prozent.

## Weitere Tätigkeiten

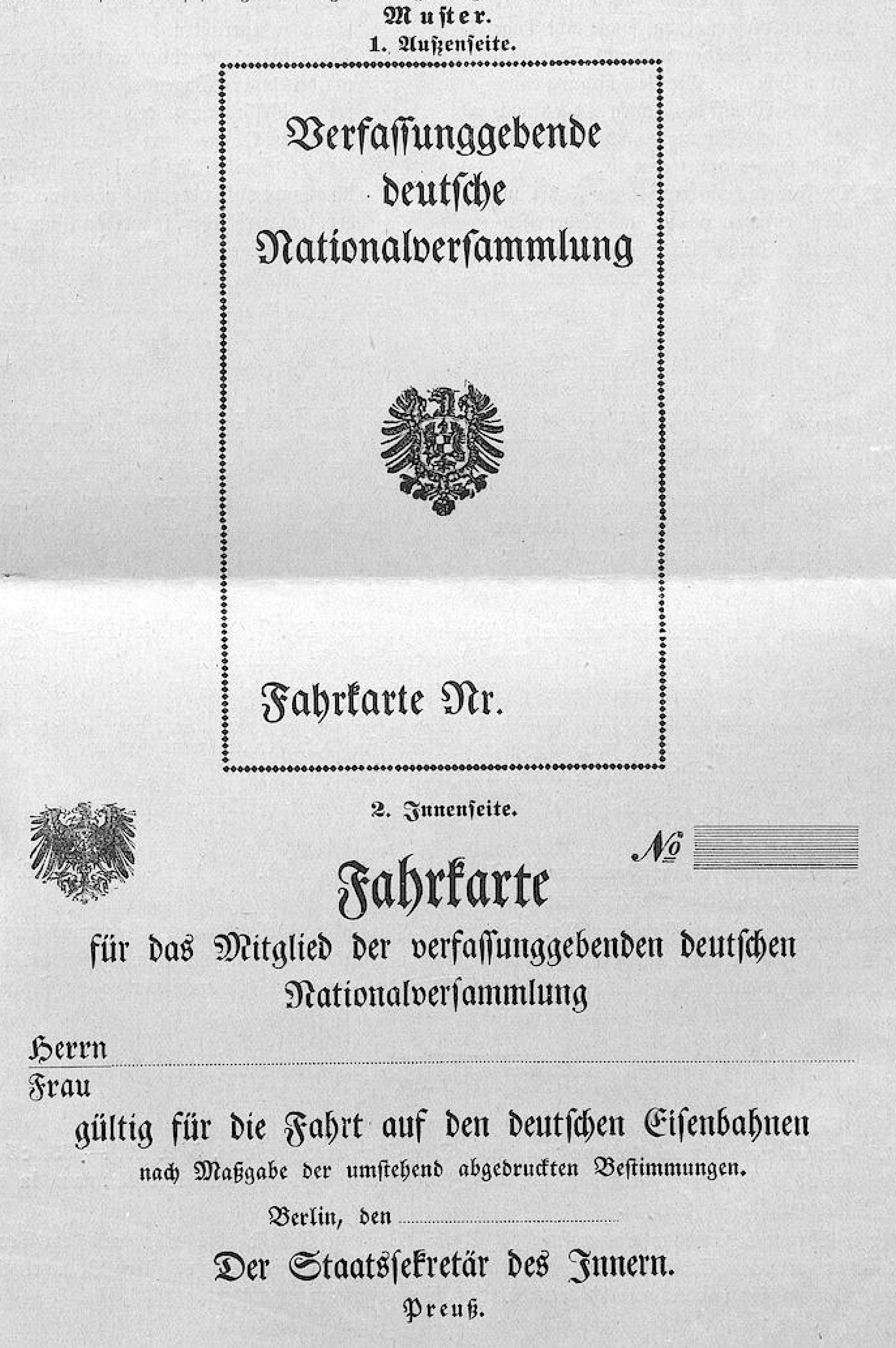
Eisenbahn-Freifahrschein für die Abgeordneten der Nationalversammlung

### Steuern und Finanzen
Die Weimarer Nationalversammlung war nicht nur mit der Ausarbeitung einer Verfassung beschäftigt, sondern fungierte zugleich auch als Parlament und übte dessen legislative Funktion aus. So wurde zum Beispiel die gesamte Neuregelung des Finanz- und Steuerwesens durch eine programmatische Rede des Reichsministers der Finanzen, Matthias Erzberger von der Zentrumspartei, am 8. Juli 1919 eingeleitet. Die Beratung befasste sich zwar formal lediglich mit der ersten Lesung von zehn Steuergesetzen, ging jedoch in ihrer Wirkung weit darüber hinaus. Mit der Verabschiedung des Gesetzes über die Zahlung der Zölle in Gold vom 19. Juli 1919, das mit großer Mehrheit und nur gegen die Stimmen der USPD verabschiedet wurde, wurden die Einfuhrzölle (bis auf die 1914 abgeschafften Lebensmittelzölle) ihrem tatsächlichen Wert nach wieder auf den Vorkriegsstand gebracht.

### Sonstiges
Mit der Verabschiedung des Reichssiedlungsgesetzes am 19. Juli 1919 wurde ein erster Schritt in Richtung auf eine Landreform getan. Am selben Tage wurde auch die Kleingarten- und Kleinpachtlandordnung verabschiedet.
Ab 30. September 1919 tagte die Nationalversammlung im nun sanierten Reichstagsgebäude in Berlin. Während des Kapp-Putsches wich sie kurzzeitig nach Stuttgart aus und tagte dort am 18. März 1920. Die Nationalversammlung löste sich am 21. Mai 1920 auf. Nach der Reichstagswahl am 6. Juni 1920 trat der 1. Reichstag an die Stelle der Nationalversammlung.
Am 13. Januar 1920, während die Nationalversammlung in zweiter Lesung das Betriebsrätegesetz verhandelte, fand vor dem Reichstagsgebäude eine Demonstration gegen das Gesetz statt. Dazu hatten unter anderem die linken Oppositionsparteien USPD und KPD aufgerufen, etwa 100.000 Menschen versammelten sich daraufhin. Die Wachmannschaft des Gebäudes schoss nach einzelnen Handgreiflichkeiten in die Menge, 42 Personen starben, über 100 wurden verletzt. Damit handelte es sich um die blutigste Demonstration der deutschen Geschichte.

## Verschiedenes
- Im Jahr 1919 tagten die Abgeordneten der SPD-Fraktion der verfassunggebenden Weimarer Nationalversammlung im Volkshaus Weimar, da es im Nationaltheater Weimar zu wenig Platz für alle Fraktionen gab.[4]